# Castellum (Maastricht)
Het castellum of castrum van Maastricht was een laat-Romeinse versterking of fort (Latijn: castellum, castrum of castra), waarvan de resten zich bevinden in het centrum van de Nederlandse stad Maastricht. Het Maastrichtse castellum werd gebouwd in of kort na het jaar 333 na Chr. en bleef waarschijnlijk tot de 9e of 10e eeuw in gebruik. De versterking was opgetrokken uit zwaar muurwerk en bezat tien torens en twee poorten. Om het fort liep een brede verdedigingsgracht. Het castellum is ook tegenwoordig nog te herkennen in het rechthoekige stratenpatroon en de verhoogde ligging van de straten in het Stokstraatkwartier.

## Ligging
Het Romeins castellum van Maastricht lag op de linkeroever van de rivier de Maas in het huidige Stokstraatkwartier in de Maastrichtse Binnenstad. Na diverse archeologische opgravingscampagnes, met name in de jaren 1980, is de omvang en de ligging van de versterking thans bekend. De noordelijke castellummuur liep parallel aan de huidige oost-weststraten in het Stokstraatkwartier, iets ten noorden van de Morenstraat-Eikelstraat; de noordelijke gracht viel min of meer samen met de Maastrichter Smedenstraat. De westelijke muur liep iets ten westen van de Havenstraat, en verder door in zuidelijke richting tot voorbij de Onze-Lieve-Vrouwebasiliek. De zuidelijke gracht bevond zich ter plekke van het Onze-Lieve-Vrouweplein en de Graanmarkt. De oostelijke muur van het castellum liep parallel aan de Maas, destijds slechts enkele meters van de Maas, tegenwoordig door aanslibbing enkele tientallen meters van de rivieroever.

## Geschiedenis

### Ontstaan en bloeitijd

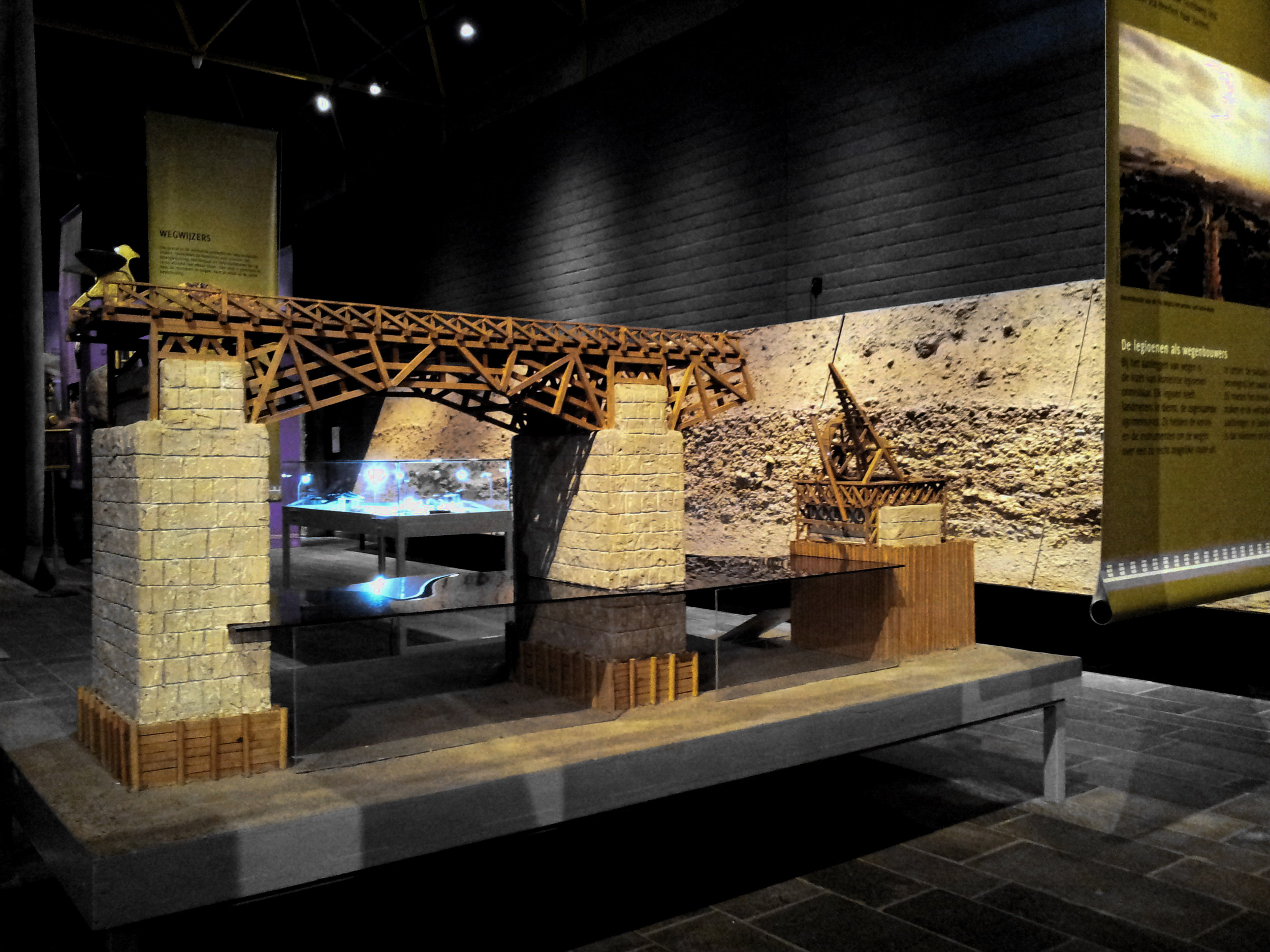
Model van de Romeinse brug (Thermenmuseum, 2013)

Omstreeks het jaar 10 v. Chr. begonnen de Romeinen met de aanleg van een belangrijke oost-westheirbaan in het noordelijk deel van de provincie Gallië (Gallia Belgica). De weg liep van de Noordzeehaven Boulogne-sur-Mer via Doornik, Valenciennes, Tongeren en Maastricht naar Keulen. Eind 20e eeuw hebben archeologen deze weg Via Belgica genoemd. Bij Maastricht werd in het eerste kwart van de eerste eeuw na Christus een brug over de Maas gebouwd. De datering van de brug wordt door paleontologisch onderzoek van houtresten bevestigd. De brug lag in het verlengde van de huidige Eksterstraat en bestond uit stenen pijlers met een houten boogconstructie. In de eeuwen daarna zou de brug verscheidene malen worden vernieuwd.
Door de aanwezigheid van de brug ontstond hier een Romeinse nederzetting, in feite niet meer dan een kleine, stedelijke kern bij de brug en een straatdorp tussen deze kern en het huidige Vrijthof (toen een begraafplaats). Het straatdorp bestond uit huizen van hout en leem op smalle, langgerekte percelen. Nabij het huidige Onze Lieve Vrouweplein en de Stokstraat lag de compactere kern (insula) met enkele openbare gebouwen van steen. Hier zijn onder andere een thermencomplex en een heiligdom (temenos) met onder andere de 9 m hoge, gebeeldhouwde Jupiterpijler van Derlon opgegraven. Hier ook werd in de laat-Romeinse periode het castellum gebouwd.
Romeins Maastricht komt niet voor op de middeleeuwse kopie van de Peutingerkaart. Het was waarschijnlijk een bescheiden nederzetting, die echter door de aanwezigheid van de brug en de ligging aan een belangrijke weg een bovenregionale betekenis had. De bloeitijd lag tussen omstreeks 50 na Chr en 250 na Chr. De meeste archeologische vondsten dateren uit deze periode. Opmerkelijk is het grote aantal gevonden fragmenten van beeldhouwwerken (meer dan 230), waaronder fragmenten van een zevental Jupiterzuilen en -pijlers, diverse vrijstaande godenbeelden, viergodenstenen en wijaltaren, minstens tien graftorens en tientallen andere grafmonumenten.

### Bouw van het castellum

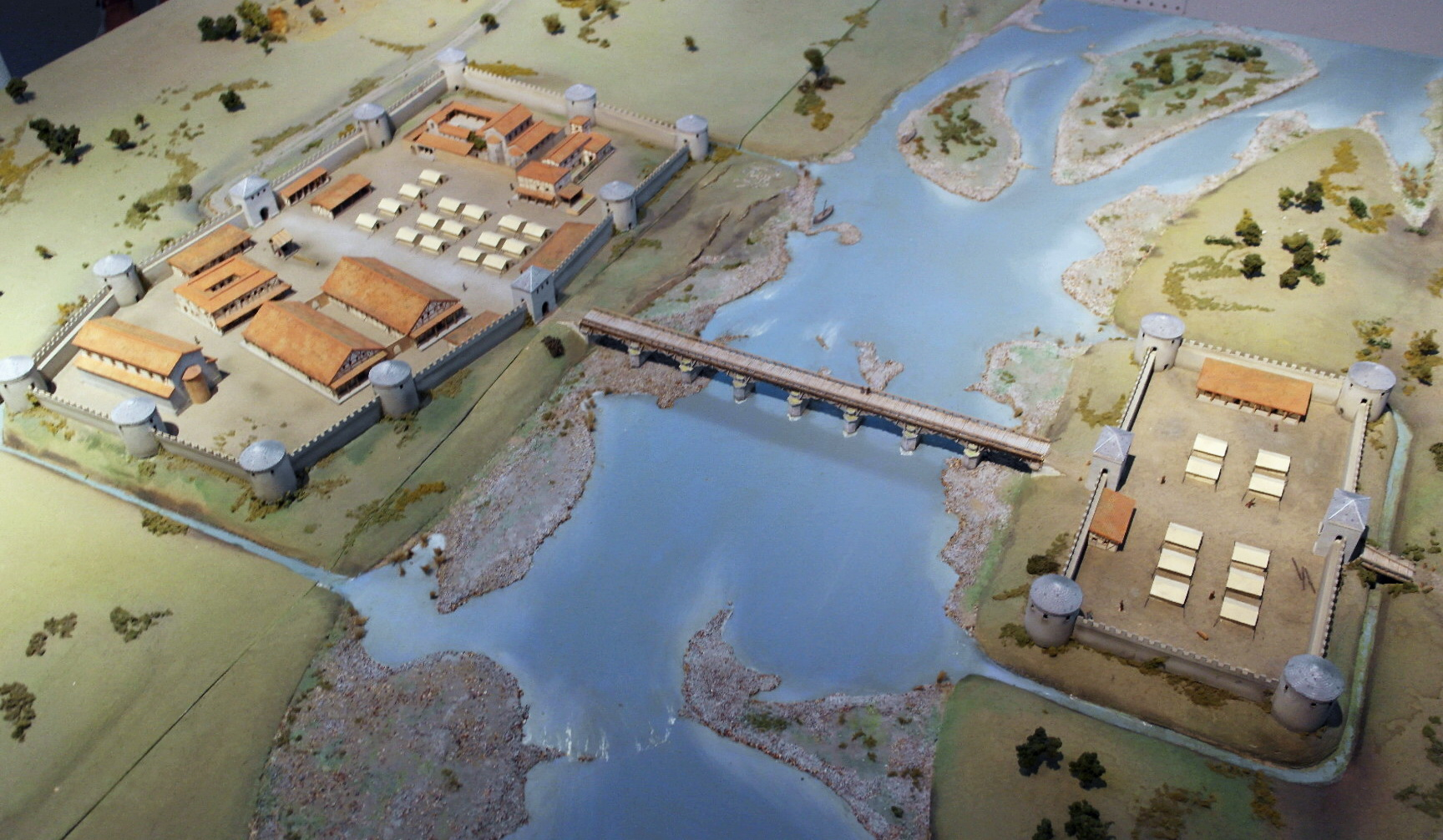
Maquette van het castellum. Het deel op de rechteroever is hypothetisch

Rond 270 na Chr. werd de Romeinse nederzetting bij de Maasbrug verwoest door invallende Germaanse stammen. Waarschijnlijk is men kort daarna begonnen met de aanleg van een 4 m brede en 1,8 m diepe verdedigingsgracht, die mogelijk onderdeel was van een vluchtburcht. Deze gracht, waarvan in 1974 een deel werd aangetroffen in de Havenstraat, omsloot in elk geval het thermencomplex. In het tweede kwart van de 4e eeuw werd deze provisorische versterking vervangen door een castellum, een ommuurd legerkamp van ongeveer anderhalve hectare met tien torens en twee poorten. De datering 333 na Chr. is gebaseerd op jaarringenonderzoek van de eiken funderingspalen. De bouw ervan paste binnen het beleid van keizer Constantijn de Grote om op strategische plaatsen in de verre uithoeken van het rijk cavalerietroepen (comitatenses) te stationeren, die bij invallen van Germaanse of andere vijandige stammen snel paraat zouden zijn.
Het vermoeden bestaat dat zich op de rechteroever in Wyck een soortgelijk castellum bevond, een veronderstelling die niet door archeologisch onderzoek bevestigd kan worden. Door het effect van 1700 jaar riviererosie is een aanzienlijk deel van de Wycker oever weggespoeld, waardoor de oostelijke aanlanding van de Romeinse brug thans in het midden van de rivier ligt. Dat Wyck bewoond was in de Romeinse tijd staat vast. In 1990 zijn in de Rechtstraat vlak bij de Sint-Martinuskerk bewoningsrestanten uit de 1e eeuw na Chr. gevonden. Ook is rond 1850 onder de Sint-Martinuskerk de torso van een Mercuriusbeeld aangetroffen. Een belangrijk argument voor het bestaan van een tweede castellum aan de Wycker kant, is de aanname dat de strategisch belangrijke brug juist aan die kant bescherming behoefde. De naam Wyck is waarschijnlijk afgeleid van het Latijnse woord vicus.

### Het castellum in de laat-Romeinse tijd

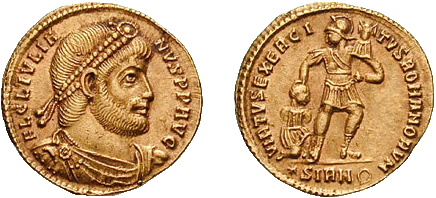
Keizer Julianus Apostata, tweemaal op een gouden solidus

Over het gebruik van het castellum in de laat-Romeinse tijd is weinig bekend. De Grieks-Romeinse geschiedschrijver Ammianus Marcellinus (ca. 330-400) maakt melding van een veldtocht van keizer Julianus Apostata tegen de Franken in de wintermaanden van 358-359, waarbij zeshonderd Franken zich verschansten in twee vestingen langs of aan weerszijden van de Maas. Van de naamloze dubbelvesting wordt wel aangenomen dat deze zich te Maastricht bevond. De troepen van de keizer belegerden de twee forten, waarbij schepen over de Maas heen en weer voeren om te voorkomen dat de rivier dichtvroor en de Franken over het ijs konden ontkomen. In januari 359 gaven de Franken zich na een beleg van 54 dagen over.
Vermoed wordt dat het castellum een militaire functie had, maar bewijs daarvoor is tot op heden niet gevonden. Wel is uit opgravingen duidelijk geworden dat de bewoners van het castellum - soldaten of burgers - merendeels Germanen waren. In het noordelijk deel van het castellum, vlak bij de heropgebouwde thermen, werd in 1963 een langgerekt gebouw met een dubbele apsis ontdekt, waarvan de functie tot op heden onbekend is. Het gebouw werd in dezelfde periode als het castellum gebouwd (rond 335 na Chr.), vijftig jaar later verbouwd en omstreeks 400 volledig verwoest.
De opgraving binnen het Maastrichtse castellum van een groot drieschepig gebouw en de daarbij gevonden resten van verbrand graan, duiden op de aanwezigheid van een horreum van 30 x 15 m. Deze grote graanschuren zijn ook in andere laat-Romeinse forten aangetroffen. Door de voortdurende invallen van Germaanse stammen had de bescherming van de graanvoorraden, afkomstig uit de in de omgeving van Maastricht gelegen villae rusticae, een hoge prioriteit. Dit graan was in belangrijke mate bedoeld voor de Romeinse troepen in het gebied. Het Maastrichtse horreum is het meest complete Romeinse bouwwerk binnen het castellum. Het bevat onder andere voor Nederland uniek Romeins visgraatmetselwerk (opus spicatum) en een groot aantal spolia.

### Het castellum in de vroege middeleeuwen
Opgravingen hebben aangetoond dat het Maastrichtse castellum nog lang na de Romeinse periode zichtbaar bleef in het landschap en zelfs in de 5e of 6e eeuw opnieuw omgracht werd. Aangenomen wordt dat de nieuwe, Frankische machthebbers het castellum als machtsbasis gebruikten, wellicht als koninklijke of hertogelijke palts. Bijzonder is dat rondom het castellum een dik ophogingspakket met tal van vondsten uit de Merovingische periode is aangetroffen, terwijl binnen de castellummuren deze ophogingslagen vrijwel ontbreken, wat kan duiden op extensieve bewoning in deze periode, bijvoorbeeld door een dux (hertog) of bisschop.

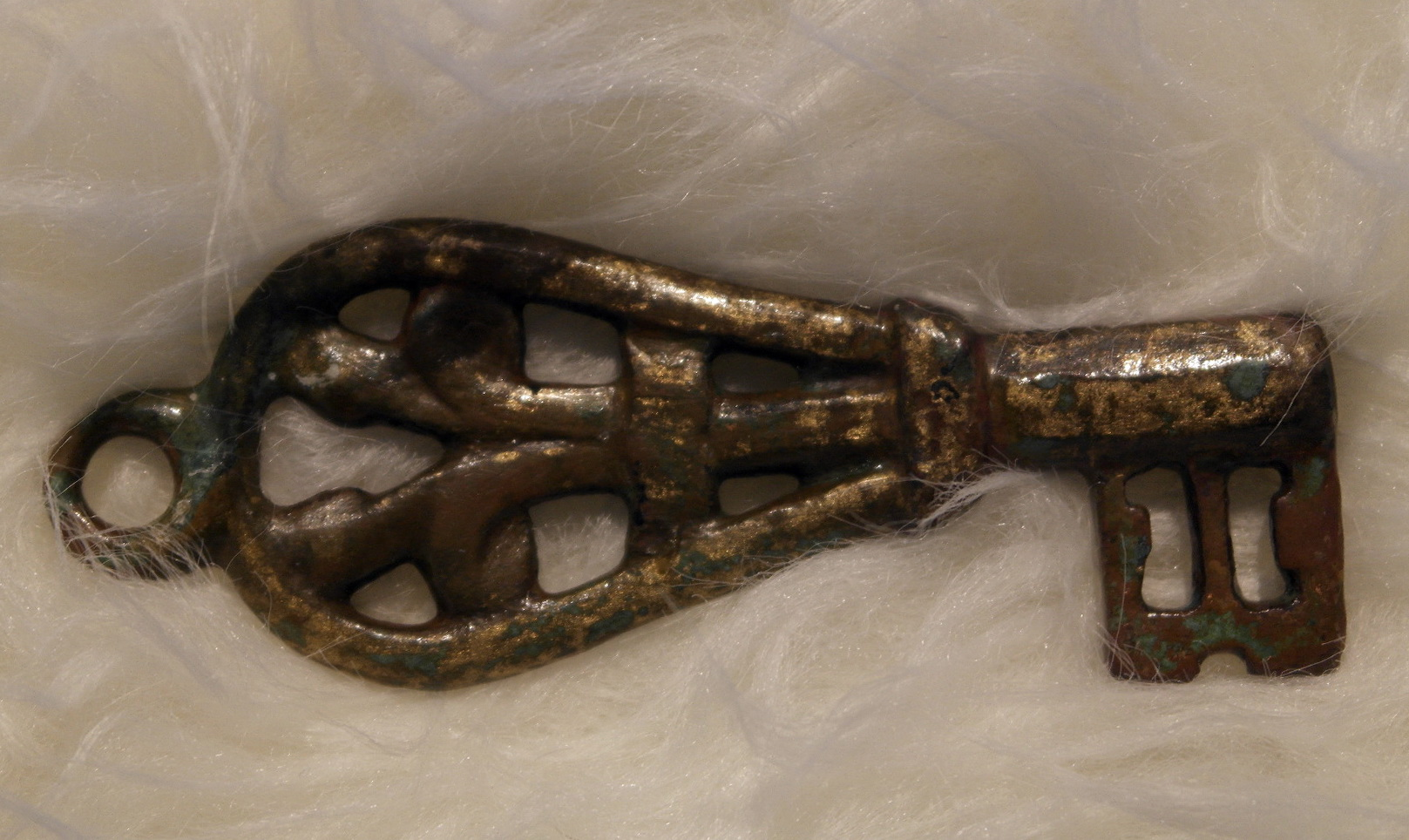
Bronzen sleutel (9e eeuw), opgegraven bij de oostelijke castellummuur

Traditioneel wordt de heilige Servatius, die in 384 op het Romeinse grafveld van Maastricht begraven zou zijn, gezien als de eerste bisschop van Maastricht. Toch is het allerminst zeker dat er vóór 500 al een bisschop in Maastricht zetelde. Die zekerheid is er wel tussen omstreeks 520 en 720. Aangenomen wordt dat de bisschopskerk en de bisschoppelijke residentie zich binnen het castellum bevonden, ter plekke van de huidige Basiliek van Onze-Lieve-Vrouw. Vanwege de historische en religieuze waarde van dit kerkgebouw hebben hier echter nog geen archeologische opgravingen plaats kunnen vinden. Na de overplaatsing van de bisschopszetel naar Luik bleef dit gebied nog eeuwenlang de kern van de Luikse bezittingen in Maastricht.
Of het castellum een rol speelde bij de plundering van Maastricht door de Vikingen in 881 is niet bekend. In de 9e of 10e eeuw werd de castellummuur vrijwel tot op de fundamenten afgebroken. Op sommige plaatsen is nog maximaal een halve meter opgaand muurwerk bewaard gebleven. Een deel van de stenen werd omstreeks het jaar 1000 hergebruikt bij de bouw van het westwerk van de Onze-Lieve-Vrouwekerk. Bij de bouw van de Sint-Nicolaaskerk in de 14e eeuw werd de apsis van de kerk op de ter plekke nog aanwezige castellummuur gefundeerd.

### Opgraving van het castellum
Al in 1910 werd door architect Willem Sprenger in de pandhoftuin van de kloostergang van de Onze-Lieve-Vrouwekerk een Romeinse castellumtoren opgegraven, die aanvankelijk echter niet als zodanig werd herkend. Het was de priester-archivaris-historicus dr. Willem Goossens die de vondst correct interpreteerde. In 1918 deed Goossens aanvullend onderzoek, waarbij hij de zuidwestelijke toren ontdekte. In 1923 publiceerde hij het baanbrekende artikel 'Het Romeinsche castellum te Maastricht' in het blad Oudheidkundige Mededeelingen uit het Rijksmuseum van Oudheden te Leiden. Eind jaren 1950 werden onder leiding van de archeoloog Jules Bogaers opgravingen gedaan in het saneringsgebied Stokstraatkwartier, waarbij een van de noordelijke torens en een stuk muur werden blootgelegd.

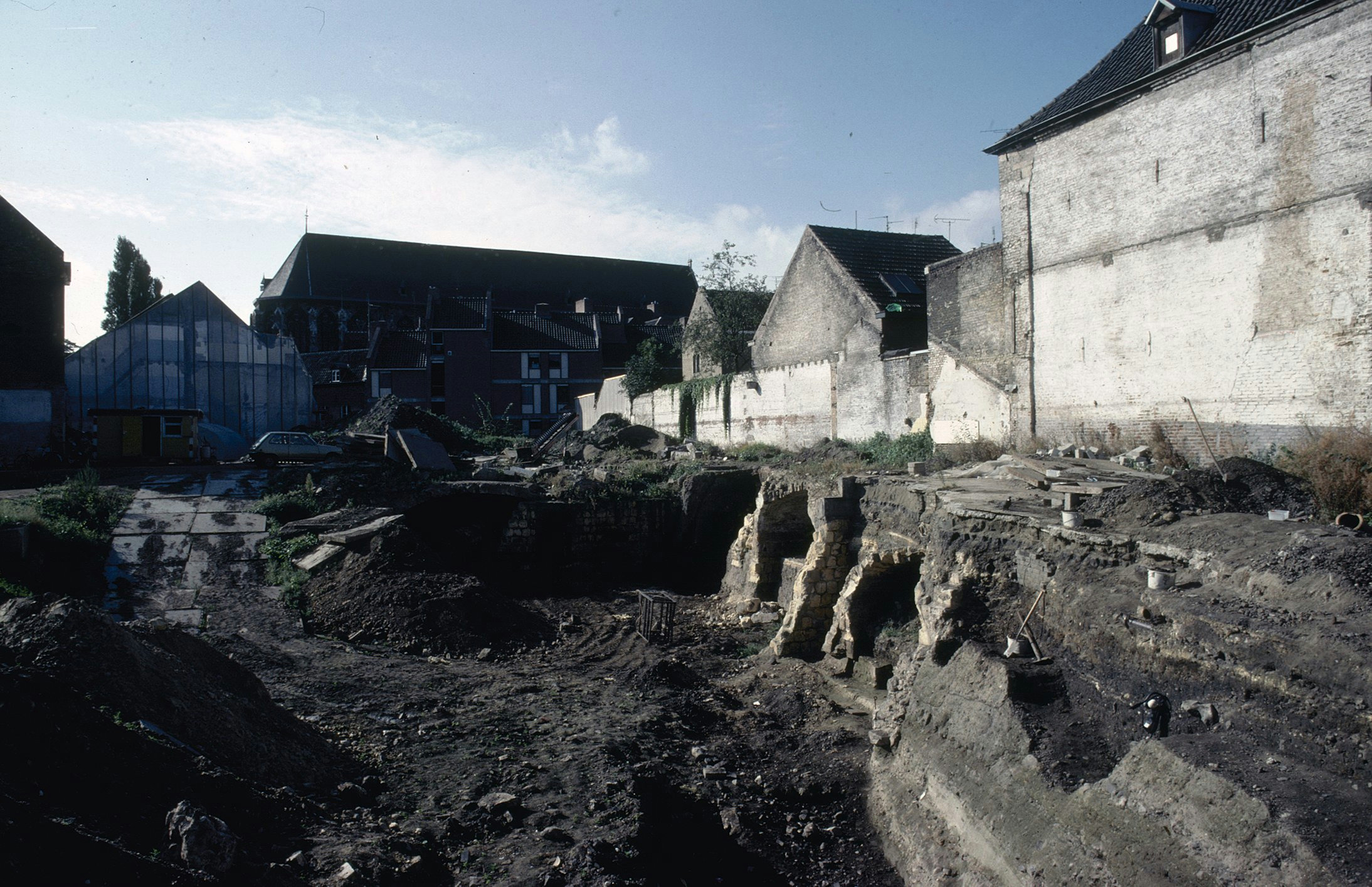
Mabro-opgraving (1982) met blootgelegde castellumgracht

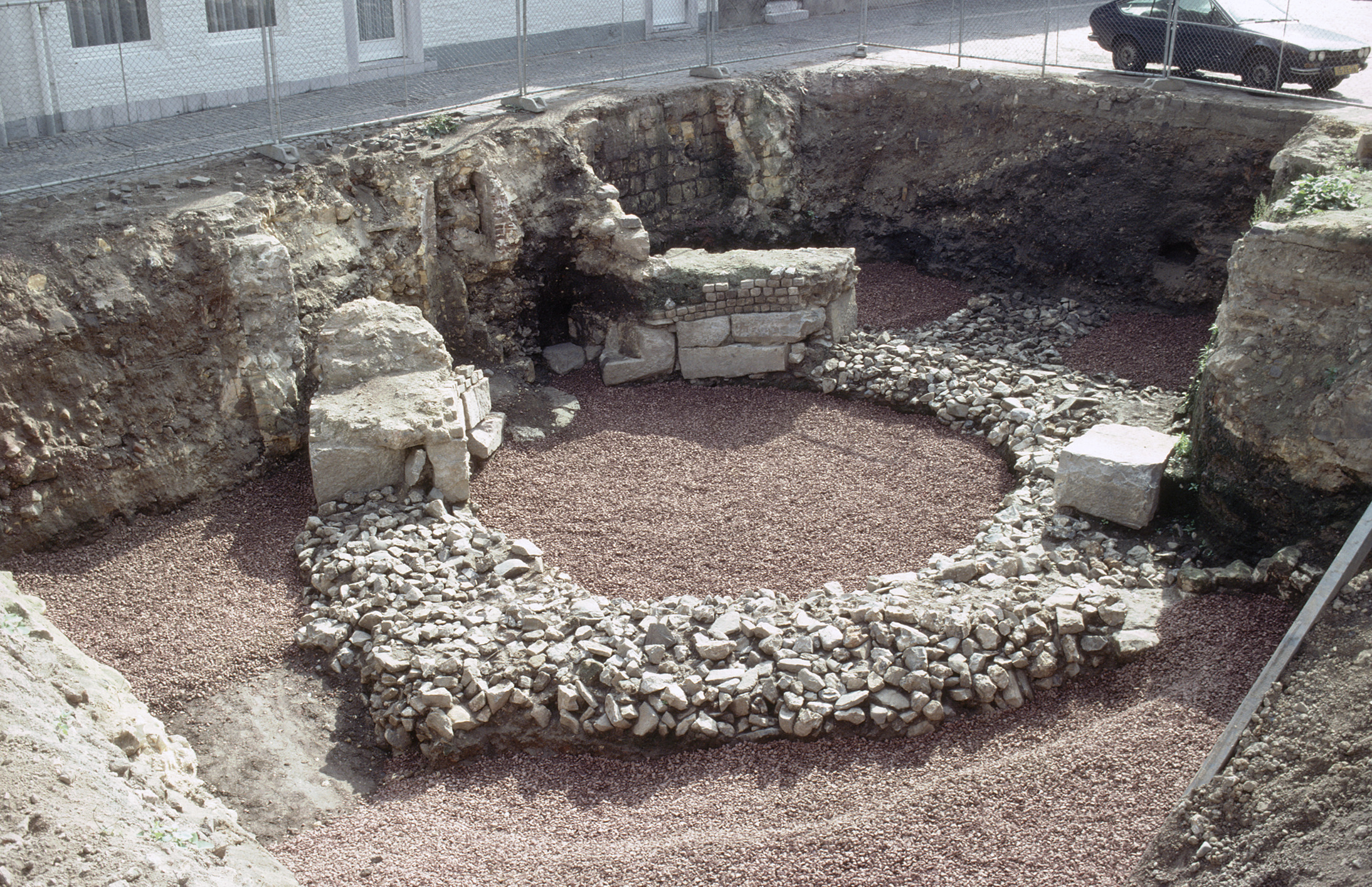
Fundament castellumtoren (opgraving Houtmaas, nov. 1982)

In het begin van de jaren 1980 vonden onder leiding van de Maastrichtse stadsarcheoloog Titus Panhuysen verdere opgravingen plaats in het Stokstraatkwartier, waarvan de resultaten nieuw licht wierpen op de omvang van het Maastrichtse castellum. Een eerste opgraving in de Havenstraat in 1980 bracht meteen een fragment van 40 meter van de westelijke castellummuur aan het licht. In 1981-'82 vond de Mabro-opgraving plaats aan de zuidzijde van het Onze-Lieve-Vrouweplein, waarbij met name de zuidelijke vestinggracht kon worden onderzocht. Hierbij kwam onder andere naar voren dat de gracht in de 5e of 6e eeuw was dichtgeslibd en dat op iets grotere afstand van de castellummuur een nieuwe gracht werd gegraven, niet meer dan zes meter breed en slechts anderhalve meter diep. Nadat ook deze was dichtgeslibd, wordt er vanaf de vroege 7e eeuw dwars over de grachten heen gebouwd. In 1982 werd aan de Houtmaas een van de oostelijke torens opgegraven. Vanwege de nabijheid van de Maasoever was deze toren verzakt en was het op een bepaald moment noodzakelijk om het torenfundament te vernieuwen. Deze toren bleek tevens een poterne te bezitten, een poortje dat toegang gaf tot de Maas.
Een opgraving waarvan de verwachtingen zeer hoog gespannen waren, vond in 1982-'83 plaats ter plekke van het Hotel Derlon, dat toen geheel herbouwd werd. Hier werden, behalve tal van andere belangwekkende vondsten, delen van de westelijke muur en de westelijke toegangspoort gevonden. De toegepaste materialen en een aantal architectuurfragmenten tonen aan dat de castellumpoort grotendeels was opgebouwd uit spolia. De opgraving toonde tevens aan dat de aanvankelijk al snel naar het noorden afbuigende weg, na de bouw van het castellum verder doorliep in westelijke richting.
Overblijfselen van het Maastrichtse castellum zijn thans nog te zien in de Museumkelder Derlon (westpoort en muurrestant), in de pandhof van de Onze-Lieve-Vrouwebasiliek (westelijke toren) en in het souterrain van het winkelpand Havenstraat 36 (westelijk muurfragment). Een aantal spolia in het westwerk van de basiliek aan het Onze-Lieve-Vrouweplein zijn wellicht afkomstig van het castellum, waar ze waarschijnlijk ook al als spolia hergebruikt werden. Aan de noordzijde van het pleintje Op de Thermen is de plek van de noordelijke muur en een toren gemarkeerd in het plaveisel.

## Beschrijving van het castellum
Het castellum van Maastricht vormde min of meer een rechthoek met als binnenmaten 170 x 90 meter en een oppervlakte van ca. 1,53 hectare. De muur bestond uit een combinatie van metselwerk van kolenzandsteen en stortwerk van Romeins beton. De dikte van de muur varieerde van maximaal 230 cm aan de basis van het fundament tot minimaal 140 cm bovengronds. De hoogte kan geschat worden op acht à tien meter, waarvan op sommige plaatsen nog een halve meter boven de funderingen resteert. Wellicht bezat de muur kantelen.

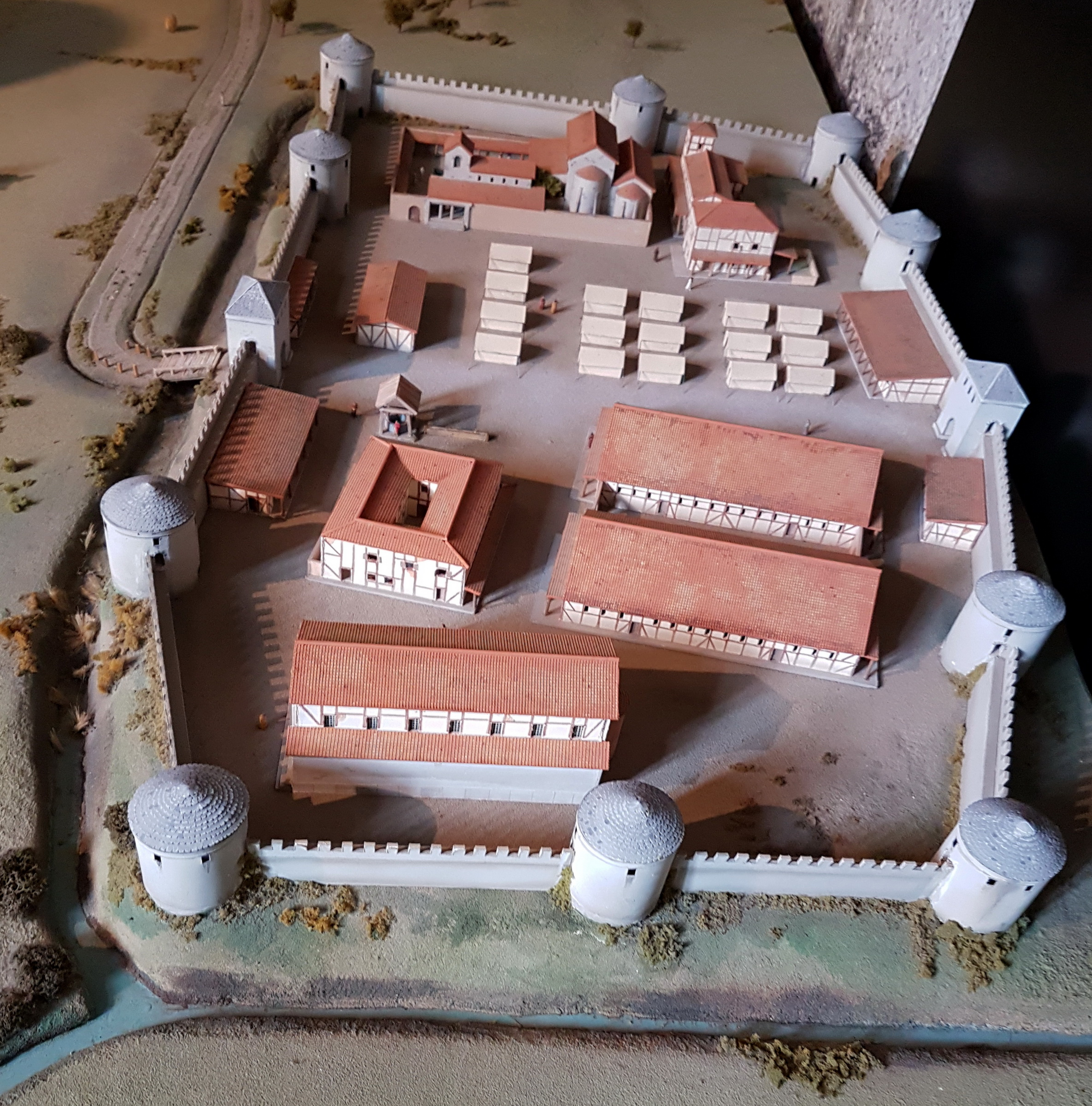
Detail maquette Schiffelers (gebouwen deels hypothetisch)

De korte noord- en zuidzijde bestonden elk uit twee stukken muur tussen de hoektorens en een daartussen geplaatste muurtoren. De lange zijden telden elk vier torens, inclusief de hoektorens. Van de in totaal tien ronde torens zijn er vier opgegraven, elk met een diameter van negen meter en een oorspronkelijke hoogte van naar schatting 15 à 20 meter. De gebruikte bouwsteen is zandsteen uit de Belgische of Noord-Franse Maasvallei voor de muren, en grote blokken lokaal krijtgesteente ("mergel") voor de torens. Het castellum werd doorsneden door de Via Belgica, de weg die Tongeren (Atuatuca Tungrorum, de belangrijkste Romeinse stad van de Zuidelijke Nederlanden) verbond met de pons mosae, de Romeinse brug van Maastricht. Deze oost-weststraat is bewaard gebleven in het huidige stratenpatroon van de Plankstraat en de Eksterstraat. Aan de westkant, richting Tongeren, is in 1983 een deel van een rechthoekig poortgebouw opgegraven met een breedte van negen meter en een poortdoorgang van drie meter. Aan de oostkant wordt een identiek poortgebouw vermoed, dat toegang gaf tot de Maasbrug.
De V-vormig uitgegraven gracht lag circa 6 meter buiten de castellummuur en was ongeveer 9 meter breed en 4 meter diep. De gracht was aan de zuidzijde gevuld met water van de Jeker. De noordelijke en westelijke gracht was waarschijnlijk een droge verdedigingsgracht. Aan de oostzijde nam de Maas de plaats in van de gracht.
Binnen het castellum zijn geen aanwijzingen gevonden dat hier een permanente legerplaats was gevestigd. De in verval geraakte thermen en het heiligdom werden na de verwoestingen van de derde eeuw opnieuw opgebouwd en ook de brug werd vernieuwd, waarbij onder andere stenen grafmonumenten en godenpijlers werden hergebruikt voor de fundering. Een belangrijk nieuw gebouw binnen het castellum was het horreum, een grote graanschuur, die in de vierde eeuw direct ten zuiden van de grote weg werd gebouwd.

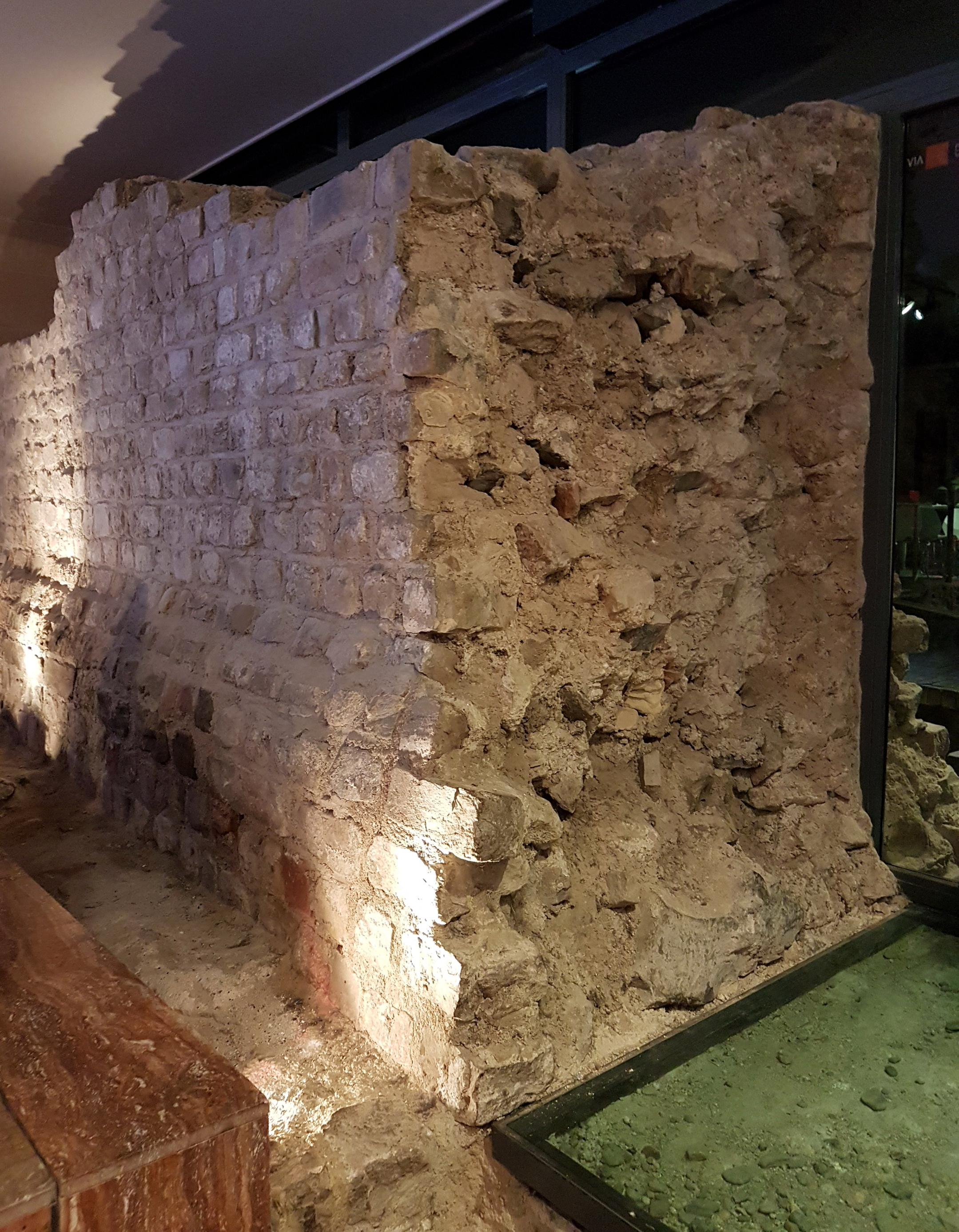
Museumkelder Derlon, westelijke muur
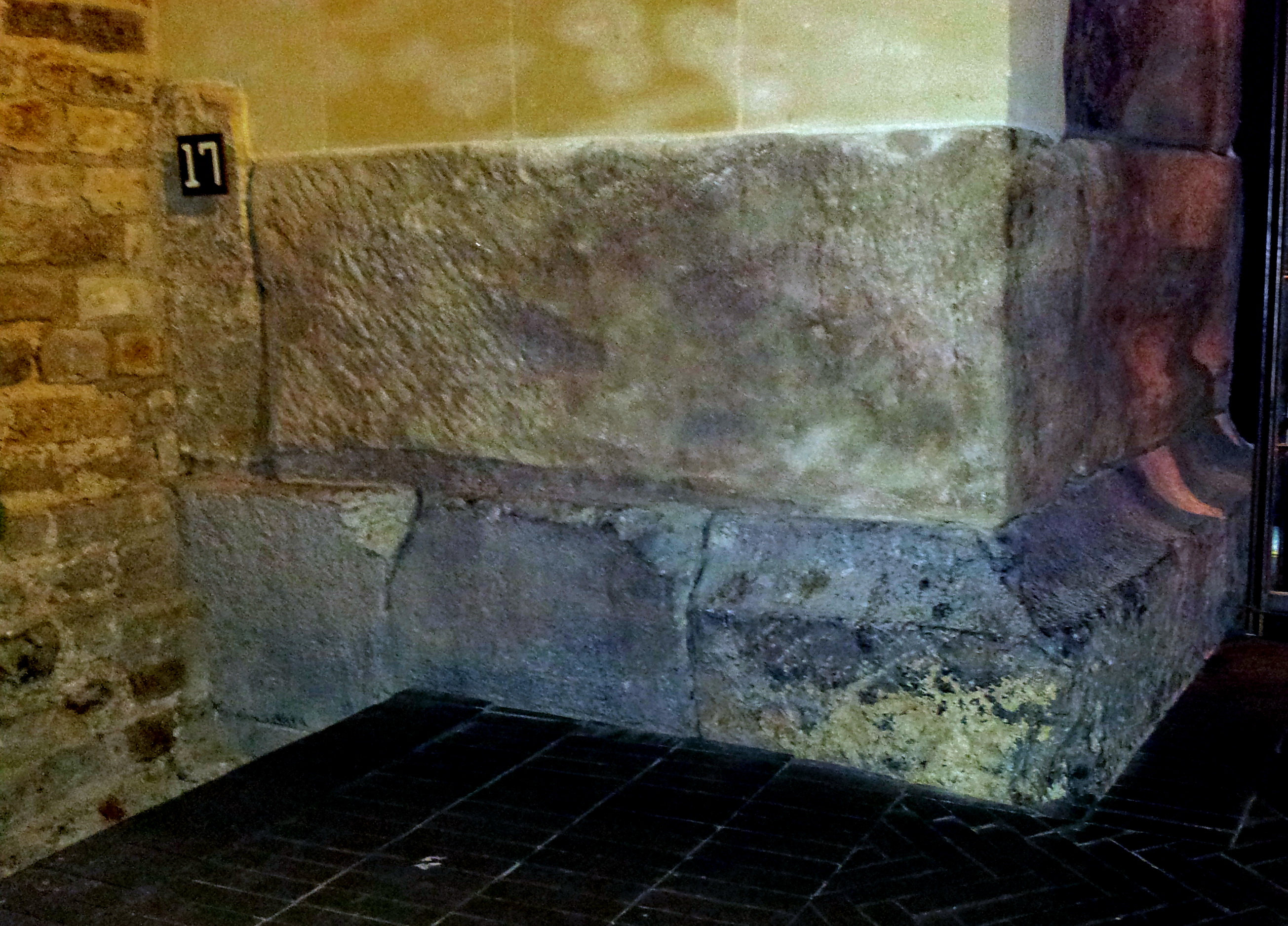
Museumkelder Derlon, westelijke poort
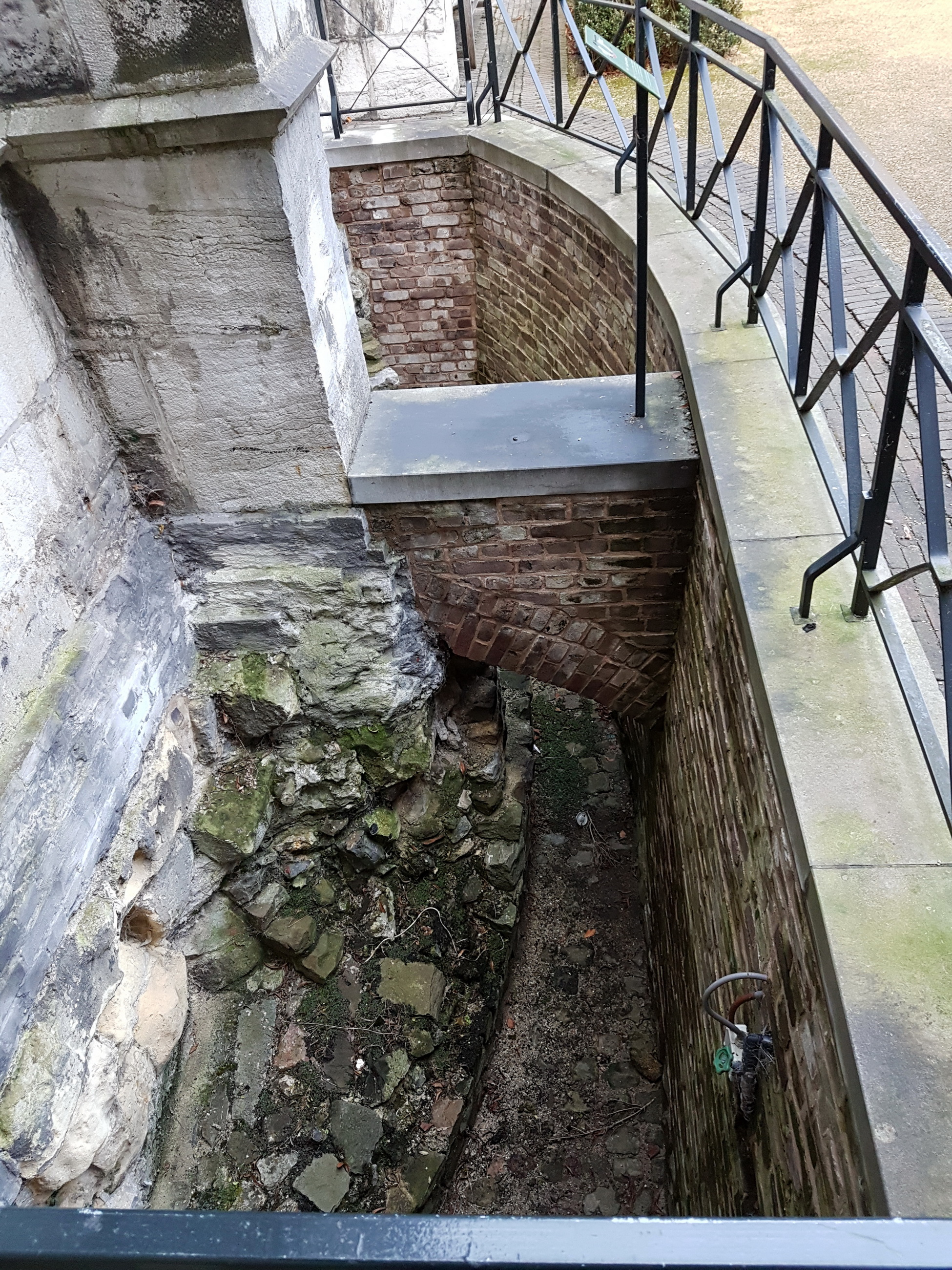
Torenfundament pandhof Onze-Lieve-Vrouwebasiliek
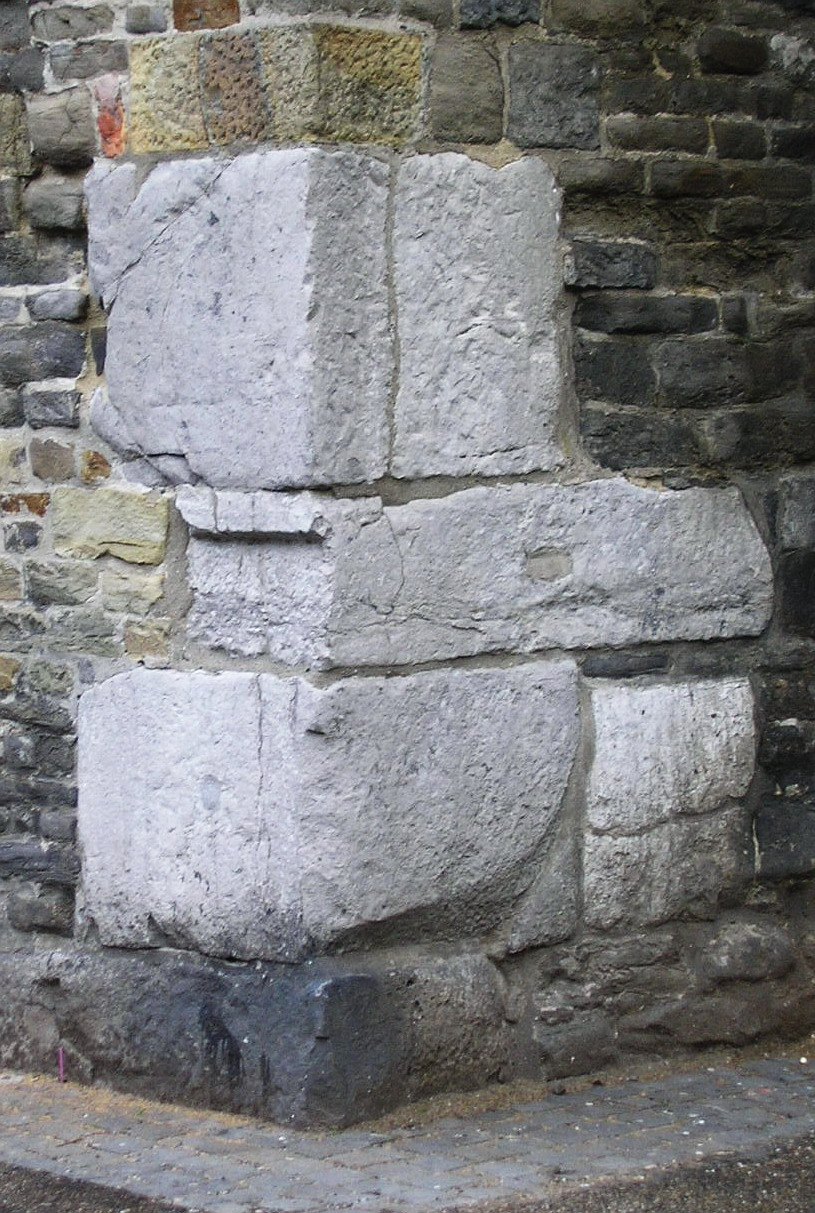
Spolia Onze-Lieve-Vrouwebasiliek